# Horrorscope (álbum de Overkill)
Horrorscope es el quinto álbum de estudio de la banda estadounidense de thrash metal Overkill, lanzado el 3 de septiembre de 1991. Éste es el primer álbum con los guitarristas Merritt Gant y Rob Cannavino, y el último en ser lanzado a través de Megaforce Records.

## Lista de canciones
- Todas las canciones compuestas por Bobby Ellsworth y D.D. Verni, excepto las indicadas

1. "Coma" – 5:23
2. "Infectious" – 4:04
3. "Blood Money" – 4:07
4. "Thanx for Nothin'" – 4:07
5. "Bare Bones" – 4:52
6. "Horrorscope" – 5:49
7. "New Machine" – 5:18
8. "Frankenstein"(The Edgar Winter group; instrumental) – 4:42
9. "Live Young, Die Free" – 4:11
10. "Nice Day...For a Funeral" – 6:17
11. "Soulitude" -5:25

Total: 53:01

## Personal
- Bobby Ellsworth – voz, producción
- D. D. Verni – bajo, coros, producción
- Merritt Gant - guitarra, coros, producción
- Rob Cannavino - guitarra, coros, producción
- Sid Falck - batería, producción

- Datos: Q1933787